# Onze-Lieve-Vrouw-op-het-Zandkapel

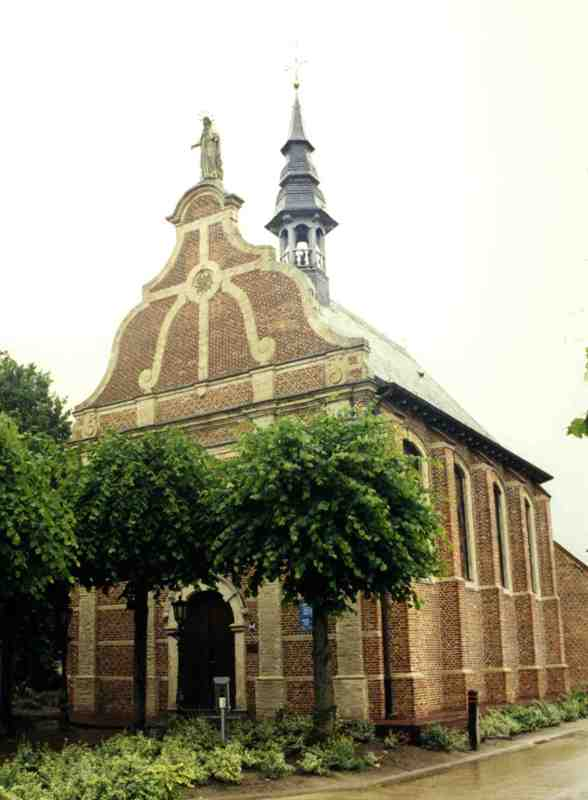
Onze-Lieve-Vrouw op het Zandkapel

De Onze-Lieve-Vrouw op het Zandkapel is een kapel in de tot de Antwerpse gemeente Herentals behorende plaats Noorderwijk, gelegen aan de Zandkapelweg 17.

## Geschiedenis
Hier zou een miraculeus Mariabeeld zijn gevonden, en op die plaats werd in 1667-1677 een kapel gebouwd. In 1992-1995 werd de kapel gerestaureerd.

## Gebouw
Het is een kapel in barokstijl. Hij is gebouwd in baksteen met gebruik van zandsteen voor de versieringen, de gevelomlijsting en dergelijke. De kapel heeft een in- en uitgezwenkte voorgevel waarvan het topdeel een klokgevelis, die bekroond wordt door een Mariabeeld. De georiënteerde kapel op rechthoekige plattegrond heeft een driezijdig afgesloten koor en een dakruiter met sierlijke spits.
De kapel wordt omringd door lindebomen die op een driehoekig pleintje zijn geplant.

## Interieur
Het geschilderd paneel van het offerblok is 17e-eeuws. Het beeldje van Onze-Lieve-Vrouw op het Zand is 16e-eeuws. Er is een portiekaltaar van gemarmerd hout (midden 17e eeuw). Het doksaal is uit de 2e helft van de 17e eeuw.